# إي. آن كابلان
إي. آن كابلان (بالإنجليزية: E. Ann Kaplan)‏ هي كاتِبة أمريكية، ولدت في 8 ديسمبر 1936.

## وصلات خارجية
- إي. آن كابلان على موقع IMDb (الإنجليزية)